# Bernar Mialet
Bernar Mialet est un poète et éditeur français né le 8 juin 1956 à Avignon.

## Biographie
De 1984 à 1988 Bernar Mialet anime avec le poète Christian Gabrielle Guez Ricord, qui l'a créée à Marseille en 1976, la revue « Fonts nuit », et collabore avec lui aux « Cahiers de la Vierge noire » (Atelier des Grames, Gigondas, Vaucluse), puis crée en 1994 chez ce même éditeur la revue « Stélaire ». En 1995, la naissance de sa fille Stella, puis en 2000 celle de son fils Lilian.
Il dirige à partir de 1996 les diverses collections de « La Kallista », laboratoire d'édition nomade, où il publie des textes brefs, pages anciennes oubliées ou méconnues, ou récentes, ces dernières en provenance de poètes, conteurs, romanciers ou essayistes : Jean-Pierre Depétris, Christian Estèbe, Michel-Georges Bernard, Jacqueline Tamagna, C.G. Guez Ricord, bien sûr, mais aussi de sa propre plume.
Exécuteur testamentaire de C. G. Guez Ricord, Bernar Mialet a collaboré à l'édition ou la ré-édition de plusieurs de ses livres, organisé plusieurs expositions à son sujet, et écrit de nombreuses préfaces.
Il a publié un recueil de poésie, diverses plaquettes, réalisé des livres-objets à l'Atelier des Grames et collaboré avec plusieurs artistes (Yves Reynier, Susan Mende, Alain Suby, Alain Bonicel...).